# Цві Замір
Цві Замір (івр. ‏צבי זמיר‎‎, ім'я при народженні Цвіка Заржевський) (3 березня 1925, Лодзь — 2 січня 2024, Тель-Авів) — ізраїльський військовий та державний діяч, директор ізраїльської зовнішньої розвідки «Моссад».

## Життєпис
Народився в 1924 в Польщі і в тому ж році був відвезений в Ізраїль, куди емігрували його батьки. У 1942 вступив до лав Пальмахім, а в 1944 став дивізіонним командиром.
За діяльність, пов'язану із здійсненням програми нелегальної імміграції євреїв до Палестини, він був заарештований британською владою. Під час першої арабо-ізраїльської війни в 1948 році воював в Єрусалимі та його околицях.
У 1950 був призначений інструктором на курси підвищення кваліфікації для старших офіцерів. А в 1953 вирушив до Англії на стажування. Після повернення був командиром піхотної школи. У 1956 отримав підвищення в посаді: його призначили інструктором в міністерство оборони.
Через рік він взяв відпустку, щоб скласти іспити на ступінь бакалавра з гуманітарних наук в Єрусалимському університеті. Незабаром отримав звання бригадного генерала.
З 1962 року очолював Південне військове з'єднання, а 15-го липня 1966 був призначений військовим аташе в Лондон.
З 1968 по 1974 роки очолював Моссад.
Після відставки Цві Замір очолював державні та громадські організації, серед яких найбільша будівельна фірма Ізраїлю «Солель Боні» (סולל בונה), холдингову компанію «А-Хевра ле Ісраель» (החברה לישראל), державну компанію з переробки нафти. У 1990 призначений головою урядової комісії із з'ясування причин заворушень на Храмовій горі, в ході яких загинули 17 палестинців. У 1994 був одним із засновників партії «Третій шлях» (הדרך השלישית).

## Родинні зв'язки
- син Даніель — професор Єврейського університету
- дочка Міхаль — відомий в Ізраїлі письменник